# All About You/You've Got a Friend
«All About You»/«You've Got a Friend» —en español: «Todo sobre ti»/«Tienes un amigo»— es el quinto single de la banda británica McFly y primer single de su segundo álbum de estudio Wonderland. Fue publicado el 7 de marzo de 2005, alcanzando el primer puesto de las listas británicas y por primera vez, para un sencillo de la banda, también en las listas irlandesas. La canción se convirtió en single oficial de la organización benéfica Comic Relief en el año 2005, cuyos beneficios fueron donados a dicha ONG. También fue utilizada para promocionar la campaña benéfica Make Poverty History.
«All About You/You've Got a Friend» es el único single de McFly reconocido oficialmente con una certificación de ventas discográficas por la British Phonographic Industry. Consiguió convertirse en disco de plata en el Reino Unido gracias a vender más de 425.000 copias. La canción también fue nominada en el programa musical de la ITV británica, The Record of the Year en el año 2005.

## Descripción
«All About You»/«You've Got a Friend» es el primer doble a-side de la banda. «All About you» fue escrita por Tom Fletcher en homenaje a su novia Giovanna Falcone. Incluye, por primera vez en un sencillo de la banda, la colaboración de una orquesta, dirigida por Simon Hale y el violinista Gavin Wright. Por otra parte, la segunda canción del single, «You've Got a Friend», fue escrita y grabada originalmente por Carole King.

## Vídeo musical
- El videoclip de «All About You» fue grabado el 14 de enero de 2005. Durante el vídeo se muestra como la banda, excepto el batería Harry, se encuentra en un estudio grabando la susodicha canción con una orquesta. Harry, que llega tarde, no puede entrar porque el guardia de seguridad no se lo permite. Harry intenta convencer al guardia de que él es un miembro de McFly enseñándole un póster, e irónicamente el guardia le contesta «I'm a Busted Fan» («Soy fan de Busted»). Finalmente, Harry despista al guardia regalándole unas revistas de Busted y llega justo a tiempo para acabar de grabar la canción. En el vídeo aparecen muchas personalidades famosas en el Reino Unido, como Fearne Cotton, Johnny Vegas, Davina McCall, Lee Hurst, Graham Norton, Dermot O'Leary, Simon Amstell, y Harry Hill.

- El videoclip de «You've Got a Friend» se filmó en Uganda, durante la semana que pasaron allí los chicos apoyando a la organización Comic Relief en 2005.[3] El vídeo muestra a la banda con los niños de Uganda, jugando y divirtiéndose con ellos y enseñándoles a cantar. Al final del vídeo el estribillo de la canción es cantado únicamente por los niños ugandeses.

## Lista de canciones
| CD Single (Island MCSTD40409) |                                              |          |  |
| N.º                           | Título                                       | Duración |  |
| 1.                            | «All About You»                              | 3:09     |  |
| 2.                            | «You've Got a Friend» (cover de Carole King) | 4:31     |  |
| 3.                            | «Room on the 3rd Floor»                      | 3:17     |  |
| 4.                            | «All About You» (versión de orquesta)        | 5:38     |  |
| 5.                            | «All About You» (videoclip)                  | 16:16    |  |

| EP Digital |                                       |          |  |
| N.º        | Título                                | Duración |  |
| 1.         | «All About You»                       | 3:09     |  |
| 2.         | «You've Got a Friend»                 | 4:31     |  |
| 3.         | «Room On the 3rd Floor»               | 3:17     |  |
| 4.         | «All About You» (versión de orquesta) | 3:06     |  |

## Posicionamiento en las lista de ventas
| Lista de ventas                | Posición más alta | Certificación     |
| ------------------------------ | ----------------- | ----------------- |
| UK Singles Chart               | 1                 | Plata (cert. BPI) |
| UK Download Chart              | 1                 | -                 |
| Irish Singles Chart            | 1                 | -                 |
| Billboard European Hot 100     | 2                 | -                 |
| UK Chart of the Year 2005      | 5                 | -                 |
| Ireland Chart of the Year 2005 | 19                | -                 |
| World Singles Top 40           | 25                | -                 |

| Predecesor: «Over and Over» de Nelly y Tim McGraw | Top 50 Singles — Sencillo Nº 1 17 de marzo de 2005 – 31 de marzo de 2005 (2 semanas) | Sucesor: «Is This the Way to Amarillo» de Tony Christie con Peter Kay |
| Predecesor: «Dakota» de Stereophonics             | Top 75 Singles — Sencillo Nº 1 13 de marzo de 2005 – 20 de marzo de 2005 (1 semana)  | Sucesor: «Is This the Way to Amarillo» de Tony Christie con Peter Kay |